# Drukbreuk
Een drukbreuk is in de KVT gedefinieerd als "een dwars op de vezelrichting verlopende breuk in het hout". Het is een algemene term voor meerdere defecten; zulke defecten in hout beïnvloeden de mechanische sterkte van een constructie. 
Een drukbreuk kan veroorzaakt worden door breuk bij het vellen van een 
boom, als de boom ongelukkig terechtkomt, bijvoorbeeld als het terrein niet vlak is. Vandaar dat ook de term "valbreuk" wel in gebruik is. In sommige houtsoorten komen dit soort valbreuken meer voor dan in andere.
Drukbreuken kunnen ook al tijdens de groei van de boom plaatsvinden: dit gebeurt vooral als het hout (plaatselijk) afwijkend ('bros') is. Er is een veelheid aan oorzaken waardoor hout (plaatselijk) kan afwijken. In dit verband is er verschil tussen naaldhout en loofhout. 
Ook kan er een verschil zijn wat betreft de orientatie tot de wind, waarbij drukbreuken vaker voorkomen aan de lijzijde (van de wind af) van een boom.